# Das Leben der Bohème
Das Leben der Bohème (Originaltitel: Boheemielämää / La vie de Bohème) ist ein französisch-finnischer Spielfilm von Aki Kaurismäki aus dem Jahr 1992. Das Drehbuch der französischsprachigen Tragikomödie schrieb Kaurismäki nach Henri Murgers Episoden-Roman Scènes de la vie de bohème (deutscher Titel: Boheme. Szenen aus dem Pariser Leben) von 1851. Die Erstaufführung des Schwarzweißfilms erfolgte am 18. Februar 1992 im Programm der Berlinale.

## Handlung
Der nicht eben erfolgreiche Schriftsteller Marcel wird zu allem Unglück wegen Mietrückständen aus seiner eher kärglichen Wohnung geworfen. In dieser Zeit lernt er den albanischen Maler Rodolfo, dessen Bilder nicht sonderlich nachgefragt werden, und kurz darauf den Komponisten Schaunard, den neuen Mieter seiner alten Bleibe, kennen. Die drei Künstler werden Freunde und schlagen sich mehr schlecht als recht durch das Pariser Leben. Sollte doch einmal etwas Geld vorhanden sein, wird es gemeinsam auf niedrigstem Niveau verprasst. Doch es scheinen bessere Zeiten zu kommen. Rodolfo verliebt sich in Mimi, eine ebenfalls nicht vom Glück begünstigte Frau vom Land, deren einzige Freundin in Paris im Gefängnis gelandet ist. Marcel ergattert eine Redakteursstelle bei einer Zeitung und Schaunard wird sein Anzeigenakquisiteur. Als Rodolfo ein Bild verkaufen kann, will er das bei einem Abendessen mit Mimi feiern. Ein Taschendieb stiehlt ihm in der Metro unbemerkt sein ganzes Geld. Als er die Rechnung im Restaurant nicht bezahlen kann, stellt die herbeigerufene Polizei fest, dass er sich illegal in Frankreich aufhält und er wird nach Albanien abgeschoben. Zurück bleiben eine traurige Mimi und Baudelaire, sein Hund.
Drei Monate später im Mai gelingt ihm im Kofferraum eines Trabant die Rückkehr nach Frankreich. Baudelaire ist darüber sehr erfreut, doch Mimi hat einen neuen, Ferrari-fahrenden Freund. Sie kehrt zwar zu ihm zurück, doch als die pekuniären Verhältnisse der drei Freunde sich wieder verschlimmern – Marcel ist seine Redakteursstelle los und die Pariser Galeristen haben kein Interesse an Rodolfos Bildern – verlässt sie die gemeinsame Wohnung.
An Allerheiligen, als die Drei beim gemeinsamen Abendessen zusammensitzen, taucht Mimi wieder auf. Sie hat nie aufgehört, Rodolfo zu lieben, doch Mimi ist todkrank und hat bestenfalls noch bis zum Frühjahr zu leben. Die drei Freunde geben alles, um für die Krankenhauskosten aufzukommen und Mimi die ihr verbleibende Zeit so erträglich wie möglich zu gestalten.

## Kritiken
Der Spiegel urteilte am 16. März 1992: „Bis auf dies angehängte Melodram sind Kaurismäkis Boheme-Geschichten ein pures Vergnügen. Und gut, daß er wieder einmal knapp daran gescheitert ist, sein endgültig makelloses Meisterwerk zu drehen: So kann er es bald noch einmal probieren.“
Das Lexikon des internationalen Films schreibt über den Film „Eine lakonisch erzählte, hervorragend fotografierte und von Melancholie durchtränkte Meditation über Kameradschaft und die Macht der Liebe im Überlebenskampf gegen Entfremdung und Kälte.“

## Auszeichnungen
Aki Kaurismäki  wurde für Das Leben der Bohème auf der Berlinale 1992 mit dem FIPRESCI-Preis ausgezeichnet und im Jahr darauf mit dem Jussi als bester Regisseur. Die Schauspieler Matti Pellonpää und André Wilms erhielten im gleichen Jahr als bester Haupt- bzw. Nebendarsteller den Europäischen Filmpreis.

## Hintergrund
Den Einfall, Murgers Roman zu verfilmen, hatte Aki Kaurismäki bereits 1976, als er das Buch gelesen hatte. Ein zusätzliches Motiv war die Rache an Puccini, dem Komponisten der Oper La Bohème, der von der Allgemeinheit für den Vater dieser großartigen Geschichte gehalten wird.
Die Regisseure Samuel Fuller und Louis Malle haben kleinere Rollen in dem Film. Aki Kaurismäki selbst hat einen für die Handlung folgenreichen Cameo-Auftritt: Er spielt den Taschendieb in der Metro.
2011 spielte André Wilms in dem Film Le Havre noch einmal die Rolle des Marcel.